# Смирягин, Евгений Владимирович
Евгений Владимирович Смирягин (род. 17 мая 1976 года, Ленинград, СССР) — российский легкоатлет и тренер, специализирующийся в прыжках с шестом. Участник Олимпийских игр 2000 года. Чемпион России 1999 года. Мастер спорта России международного класса (1997 год).

## Биография
Евгений Владимирович Смирягин родился 17 мая 1976 года в Ленинграде. Тренировался под руководством Н. Костенко, А. Оковитого, В. Шульгина.
Дебютировал на международной арене в 1993 году, победив на европейских юношеских Олимпийских днях. Чемпион Европы среди юниоров 1995 года. Чемпион Европы среди молодежи 1997 года. Двукратный победитель Кубка Европы (1998, 2000). Выступал за клуб Российской Армии.
В 2000 году окончил факультет физической культуры и спорта Академии постдипломного образования.
В середине 2000-х годов начал вести тренерскую деятельность, продолжая параллельно выступать на различных российских соревнованиях. Окончательно завершил карьеру спортсмена в 2014 году.
Наиболее известными его воспитанниками являются:
- Кирилл Филиппов — чемпион Сурдлимпийских игр 2017 года[6][7],
- Полина Кнороз — бронзовый призёр чемпионата России 2017 года[8].

## Личные результаты

### Международные
| Год  | Соревнования                                 | Место проведения         | Место  | Результат |
| ---- | -------------------------------------------- | ------------------------ | ------ | --------- |
| 1993 | Летние европейские юношеские Олимпийские дни | Валкенсвард, Нидерланды  | 1      | 5,00 м    |
| 1994 | Чемпионат мира среди юниоров                 | Лиссабон, Португалия     | 11     | 5,00 м    |
| 1995 | Чемпионат Европы среди юниоров               | Ньиредьхаза, Венгрия     | 1      | 5,50 м    |
| 1997 | Чемпионат Европы среди молодёжи              | Турку, Финляндия         | 1      | 5,70 м    |
| 1997 | Чемпионат мира                               | Афины, Греция            | 8      | 5,70 м    |
| 1998 | Чемпионат Европы                             | Будапешт, Венгрия        | 17 (q) | 5,30 м    |
| 1998 | Кубок Европы                                 | Санкт-Петербург, Россия  | 1      | 5,60 м    |
| 1999 | Всемирные военные игры                       | Загреб, Хорватия         | 3      | 5,65 м    |
| 2000 | Кубок Европы                                 | Гейтсхед, Великобритания | 1      | 5,85 м    |
| 2000 | Олимпийские игры                             | Сидней, Австралия        | 10     | 5,50 м    |

### Национальные
| Год  | Соревнования                 | Место проведения | Место | Результат |
| ---- | ---------------------------- | ---------------- | ----- | --------- |
| 1996 | Чемпионат России в помещении | Москва           | 3     | 5,65 м    |
| 1997 | Чемпионат России в помещении | Волгоград        | 3     | 5,65 м    |
| 1999 | Чемпионат России в помещении | Москва           | 3     | 5,50 м    |
| 1999 | Чемпионат России             | Тула             | 1     | 5,65 м    |
| 2000 | Чемпионат России             | Тула             | 3     | 5,65 м    |
| 2001 | Чемпионат России             | Тула             | 2     | 5,70 м    |
| 2005 | Чемпионат России в помещении | Волгоград        | 4     | 5,40 м    |
| 2005 | Чемпионат России             | Тула             | 5     | 5,50 м    |
| 2010 | Чемпионат России в помещении | Москва           | 10    | 5,15 м    |